# Glenea helleri
Glenea helleri es una especie de escarabajo del género Glenea, familia Cerambycidae. Fue descrita científicamente por Aurivillius en 1923.
Habita en Filipinas. Esta especie mide 11-14 mm.